# Come Back to Me (Ayreon)
Come Back to Me (intitolato Day Seven: Hope nell'album) è un singolo del gruppo musicale olandese Ayreon, pubblicato il 13 giugno 2005 come terzo estratto dal sesto album in studio The Human Equation.

## Descrizione
Parte integrante del concept narrato in The Human Equation, il testo narra del settimo giorno di coma di Me (interpretato da James LaBrie), durante il quale riceve visita da Best Friend (interpretato da Arjen Lucassen), che ricorda i momenti passati insieme nel corso della loro infanzia e cerca infine di riportarlo al mondo reale.

## Video musicale
Il videoclip del brano riprende la stessa tematica del testo e mostra scene di Best Friend che va a trovare Me all'ospedale portandosi dietro un album fotografico, le cui foto mostrano il gruppo (composto da Lucassen alla chitarra acustica, Peter Vink al basso, Joost van den Broek alla tastiera e Ed Warby alla batteria) intento ad eseguire il brano nei pressi di una piscina.

## Tracce
1. Come Back to Me (Single Remix) – 3:00 (Arjen Lucassen)
2. August Fire – 2:42 (Heather Findlay)
3. When I'm Sixty-Four – 2:52 (John Lennon, Paul McCartney) – originariamente interpretata dai The Beatles
4. Back 2 Me (Dance Mix) – 3:20
5. Come Back to Me (Video) – 3:37
6. Making Of (Video) – 3:19

## Formazione
- Arjen Lucassen – voce di Best Friend, chitarra elettrica e acustica, basso, mandolino, lap steel guitar, tastiera, sintetizzatore, organo Hammond
- James LaBrie – voce di Me
- Ed Warby – batteria
- Robert Baba – violino
- Marieke van den Broek – violoncello